# Hans Boesch
Hans Boesch (13. března 1926, Sennwald – 21. června 2003, Stäfa) byl švýcarský spisovatel.

## Životopis
Studoval stavební inženýrství a pracoval pro ETH Zürich na oddělení pro plánování dopravy. Publikoval romány, satiry a eseje. V románové tetralogii Der Sog, Der Bann, Der Kreis a Schweben popsal život ve 20. století. Hans Boesch žil částečně v Curychu a částečně v horské oblasti Bündner.
Pozůstalost spisovatele uchovává Švýcarský literární archiv.

## Dílo
- Oleander. Der Jüngling. Lyrika. Tschudy, St. Gallen 1951
- Pan. Lyrika. Borgis, Sins 1955
- Der junge Os. Speer, Curych 1957
- Das Gerüst. Walter, Olten 1960
- Die Fliegenfalle. Artemis, Curych 1968
- Ein David. Poezie. Artemis, Curych 1970
- Der Mensch im Stadtverkehr. Esej. Artemis, Curych 1975
- Der Kiosk. Artemis, Curych 1978
- Unternehmen Normkopf. Satira. Artemis, Curych 1985
- Der Sog. Nagel & Kimche, Curych 1988
- Der Bann. Nagel & Kimche, Curych 1996
- Der Kreis. Nagel & Kimche, Curych 1998
- Die sinnliche Stadt. Esej na téma moderní architektury. Nagel & Kimche, Curych 2001
- Schweben. Nagel & Kimche, Curych 2003
- Samurai. Erzählungen. Nagel & Kimche, Curych 2005
- Die Ingenieurs-Trilogie. Das Gerüst – Die Fliegenfalle – Der Kiosk. Chronos, Curych 2007